# 266 George Street

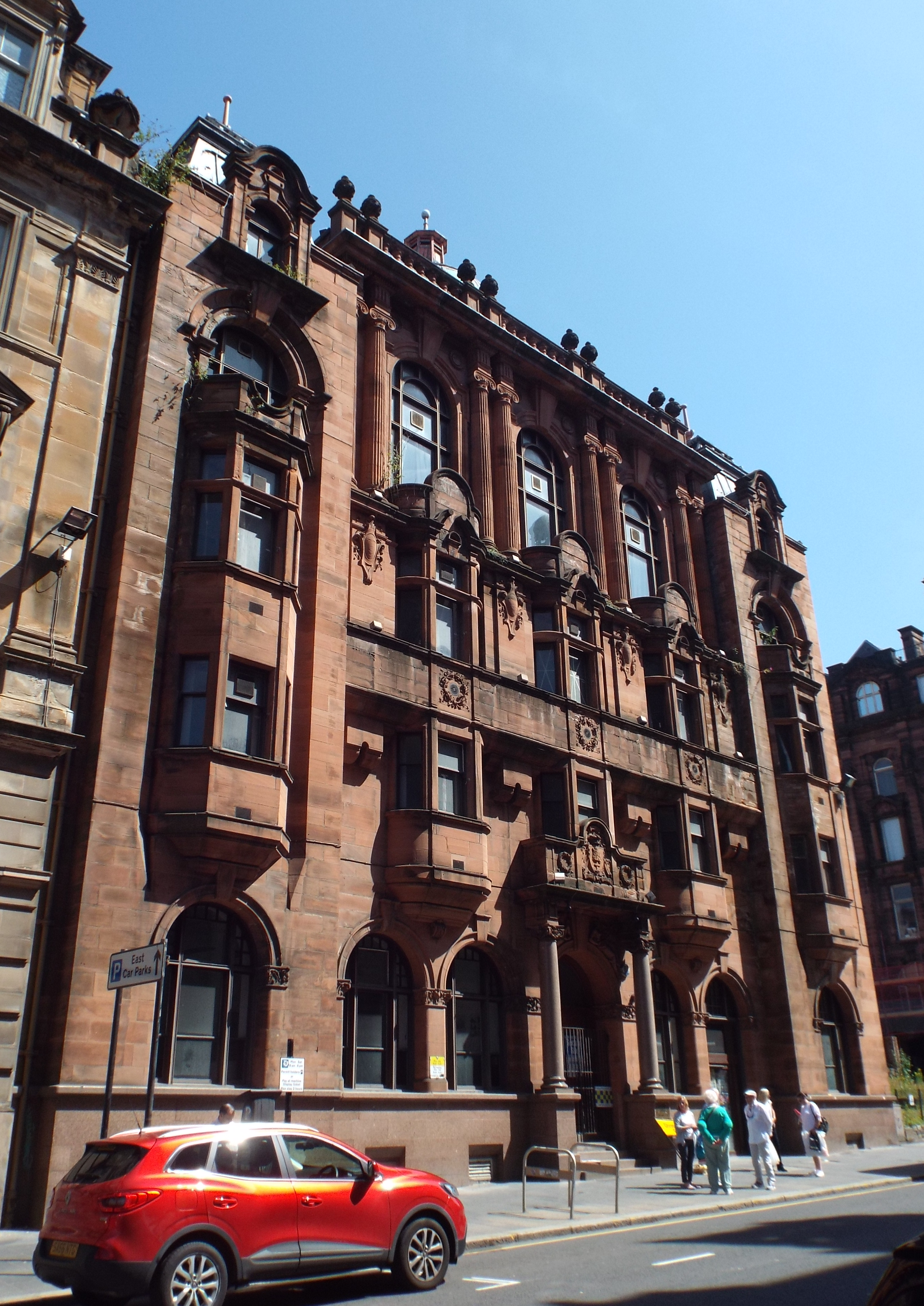
266 George Street, Glasgow (2018)

Unter der Adresse 266 George Street in der schottischen Stadt Glasgow befindet sich das ehemalige Rathaus des Parishs. 1989 wurde das Bauwerk in die schottischen Denkmallisten in der höchsten Denkmalkategorie A aufgenommen.

## Beschreibung
Das ehemalige Rathaus wurde zwischen 1901 und 1902 erbaut. Für den Entwurf im edwardianischen Neobarock zeichnet das Architekturbüro Thomson & Sandilands verantwortlich.
Das dreistöckige Gebäude steht an der George Street im Glasgower Zentrum nahe dem Bahnhof Glasgow Queen Street. Schräg gegenüber befinden sich die Glasgow City Chambers. Die reichhaltig ornamentierte, südexponierte straßenseitige Fassade aus poliertem roten Sandstein ist symmetrisch aufgebaut und fünf Achsen weit. Es treten Eckrisalite mit zweistöckigen, abgekanteten Erkern leicht hervor. Weitgehend identisch gestaltete Erker finden sich auf den Zentralachsen wieder. Der zentrale Eingangsbereich ist mit ionischen Säulen aus rosafarbenem Granit gearbeitet. Sie tragen einen Balkon mit detailreich ornamentierter Brüstung. Die Zwickel des Rundbogenportals mit reliefiertem Schlussstein und Kämpferfenster sind reich skulpturiert ornamentiert. Die Rundbogenfenster im Erdgeschoss mit ihren weiten Pilastern besitzen reliefierte Archivolten und markante Schlusssteine.
Oberhalb des ersten Obergeschosses tritt ein massives, ornamentiertes Band auf wuchtigen Konsolen heraus, welches die Erker durchbricht. Auf dem Gesims oberhalb des zweiten Obergeschosses ruhen vier Paare ionischer Säulen, welche die Fassade zwischen den Rundbogenfenstern des dritten Obergeschosses vertikal gliedern. Sie tragen ebenso wie die wuchtigen Schlusssteine der Rundbögenfenster das weit auskragende abschließende Kranzgesims. Von dem Dach ragt mittig eine metallene Kuppel mit steinerner Laterne auf.